# Yves Ciampi
Yves Ciampi (Párizs, 1921. február 9. – Párizs, 1982. november 5.) francia filmrendező, forgatókönyvíró.

## Életpályája
Orvosnak készült, de tanulmányait a második világháború következtében félbeszakította. A fasiszta megszállás idején a harcoló partizáncsapatokhoz csatlakozott, az ellenállási érdemrend tulajdonosa volt. A felszabadulás után végleg a film kötötte le érdeklődését. Jean Dréville és André Hunnebelle filmrendezők közvetlen munkatársa volt egészen az 1940-es évek végéig, amikor mint önálló rendező mutatkozott be. 1938-ban ő készítette el az első 16 mm-es filmet. 1969-ben a 6. Moszkvai Nemzetközi Filmfesztivál zsűritagja volt.

## Munkássága
Amatőr filmes volt. Kedvelte a különleges témákat, az egzotikus, sajátos környezetet, műveiben feszült légkört tudott teremteni.

## Magánélete
1957–1975 között Keiko Kishi (1932-) japán színésznő volt a felesége.

## Filmjei
- Zsuzsa és a rablói (Suzanne et ses brigands) (1949)
- Egy bizonyos úriember (Un certain monsieur) (1950)
- A nagy főnök (Un grand patron) (1951)
- A legboldogabb ember (Le plus heureux des hommes) (1952)
- A rabszolganő (L'esclave) (1953)
- A kuruzsló (Le guérisseur) (1953)
- A hősök elfáradtak (1955)
- Tájfun Nagaszaki felett (1957)
- Ki volt dr. Sorge? (1961)
- Szabadság No. I (Liberté I) (1962)
- Felettünk az ég (1965)
- Néhány napot kivéve (À quelques jours près) (1968)
- Les dossiers de l'écran (1979–1980)

## Fordítás
- Ez a szócikk részben vagy egészben  a   Yves Ciampi című angol Wikipédia-szócikk ezen változatának fordításán alapul.  Az eredeti cikk szerkesztőit annak laptörténete sorolja fel. Ez a jelzés csupán a megfogalmazás eredetét és a szerzői jogokat jelzi, nem szolgál a cikkben szereplő információk forrásmegjelöléseként.
- Ez a szócikk részben vagy egészben  a   Yves Ciampi című francia Wikipédia-szócikk ezen változatának fordításán alapul.  Az eredeti cikk szerkesztőit annak laptörténete sorolja fel. Ez a jelzés csupán a megfogalmazás eredetét és a szerzői jogokat jelzi, nem szolgál a cikkben szereplő információk forrásmegjelöléseként.